# Agenția Națională de Control al Exporturilor
Agenția Națională de Control al Exporturilor (ANCE) a fost autoritatea națională în domeniul controlului exporturilor și importurilor cu produse militare.
A fost înființată în august 2005, prin hotărâre de Guvern, și s-a aflat în subordinea Ministerul Afacerilor Externe (MAE).
A fost desființată la sfârșitul anului 2009 prin legea de reorganizare a agențiilor, iar activitatea structurii a fost preluată de către o direcție generală din cadrul MAE..